# Vivendi
Vivendi là một tập đoàn của Pháp chuyên về nội dung, truyền thông và truyền thông.
Có mặt tại hơn 100 quốc gia và được niêm yết trên Sở Giao dịch Chứng khoán Paris, nơi thuộc chỉ số CAC 40, tập đoàn hoạt động trong lĩnh vực nội dung, truyền thông và truyền thông thế giới. Nó đã tập trung các hoạt động của mình xung quanh Universal Music Group, nhóm truyền hình trả tiền Canal + Group và Havas, cũng như xuất bản với Editis kể từ năm 2019.